# Первомайский (Алгайское муниципальное образование)
Первомайский —поселок в Новоузенском районе Саратовской области в составе сельского поселения Алгайское муниципальное образование. 

## География
Находится на правом берегу реки Большой Узень на расстоянии примерно 14 километров по прямой на восток-юго-восток от районного центра города Новоузенск.

## История
Официальная дата основания 1930 год.

## Население
Постоянное население составило 238 человек (60% казахи, 34% русские) в 2002 году, 167 в 2010.